# Торе Болдоне
То̀ре Болдо̀не (на италиански: Torre Boldone; на ломбардски: Tor Boldù, Тор Болду) е градче и община в Северна Италия, провинция Бергамо, регион Ломбардия. Разположено е на 280 m надморска височина. Населението на общината е 8775 души (към 2018 г.).